# Lait de coco

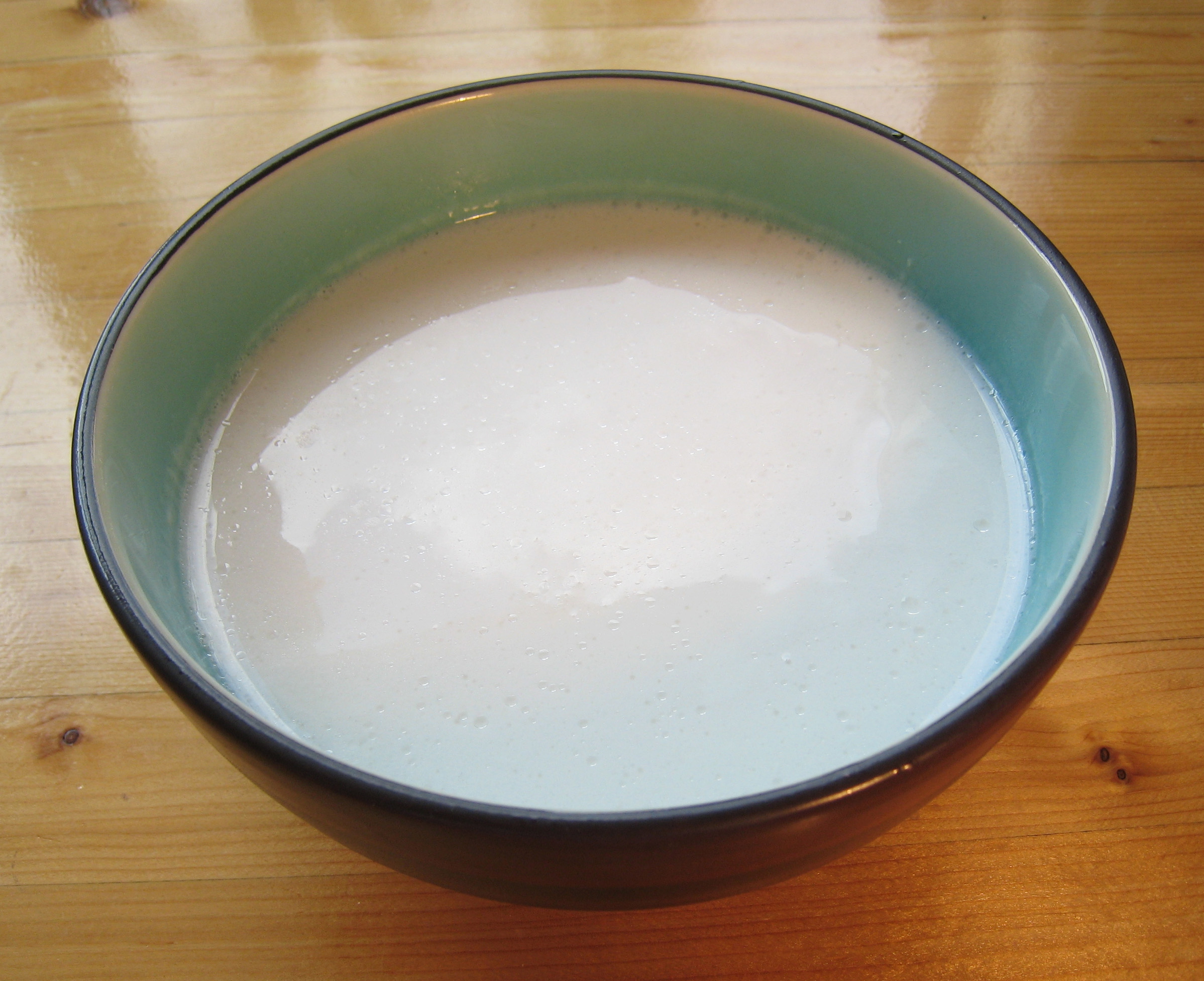
Lait de coco.

Le lait de coco est un liquide laiteux préparé à partir de pulpe de noix de coco râpée (fruit du cocotier).
Le lait de coco est constitué de l'albumen liquide et blanc qui, dans le fruit mûr, forme l'amande.

## Préparation

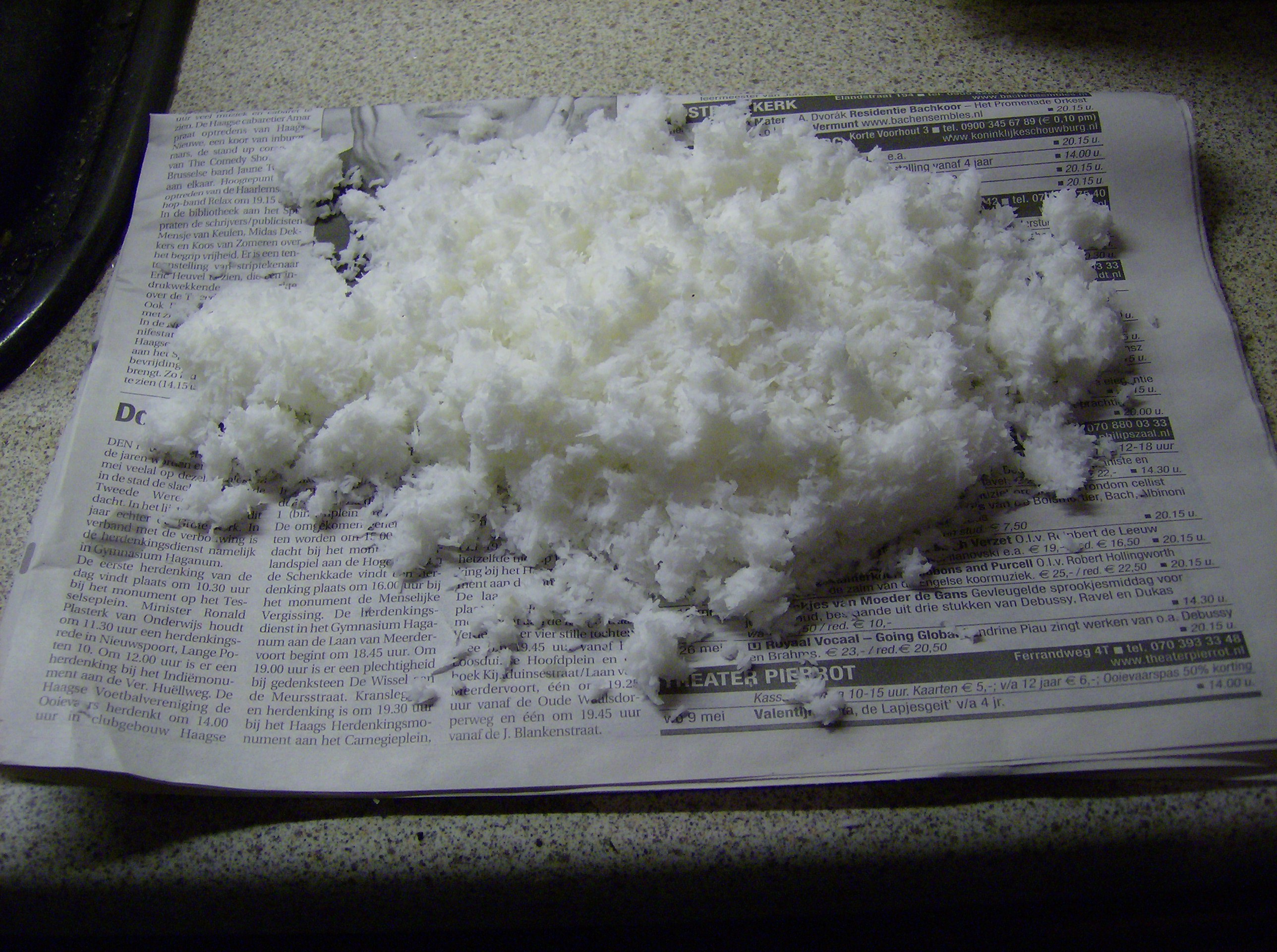
Pulpe de noix de coco râpée.

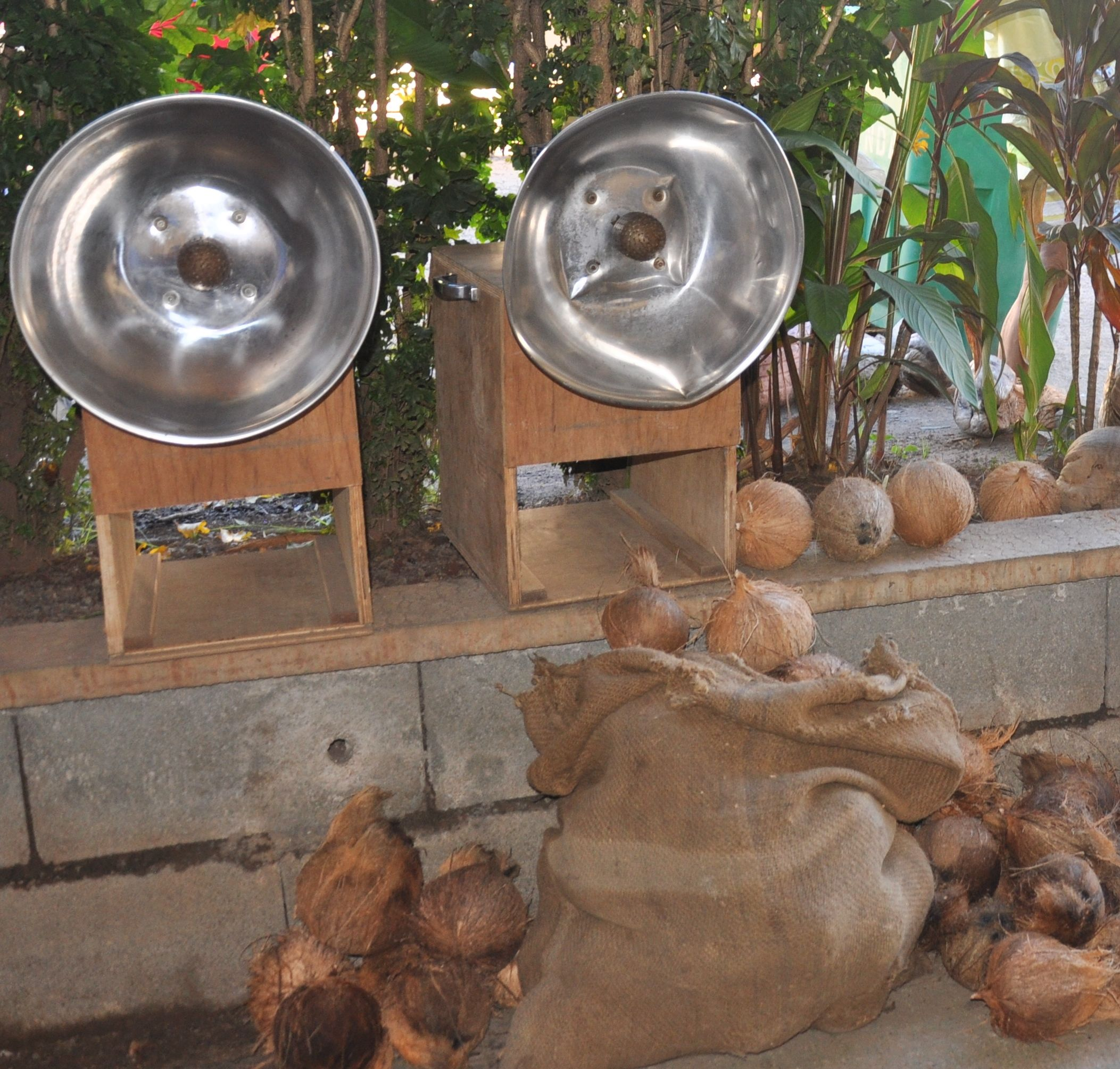
Râpe à coco électrique.

Le lait de coco est préparé à partir de la pulpe de la noix (à partir du « coco sec » et non de la noix encore verte), qui est râpée finement, puis pressée dans un tissu qui sert de filtre.
Une autre méthode consiste à faire infuser le coco râpé dans de l’eau chaude. La décoction est filtrée afin d’en extraire, avec l’eau, les graisses et la saveur. L’opération est renouvelée jusqu'à ce que la pulpe soit devenue insipide.

## Utilisation
Le lait de coco est tout particulièrement utilisé en cuisine dans des recettes de pays du sud-est asiatique (Thaïlande, Cambodge, Malaisie, Indonésie, etc.), en Afrique et dans le Pacifique sud (Mélanésie…).
En Polynésie française, le lait de coco est appelé ū ha'ari (composé de ū, lait et ha'ari, coco) ou ha'ari uniquement (en reo tahiti) lorsqu'il est pur. Mélangé à du jus de citron et de l'eau de mer ou de l'eau de coco, il sert à fabriquer un autre condiment, le miti ha'ari. Il est aussi utilisé pour la fabrication du 'ipo.
Il entre comme ingrédient dans la confection des bonbons coco. Une piña colada se prépare avec de la crème de noix de coco, et non avec du lait de coco.

## Ne pas confondre

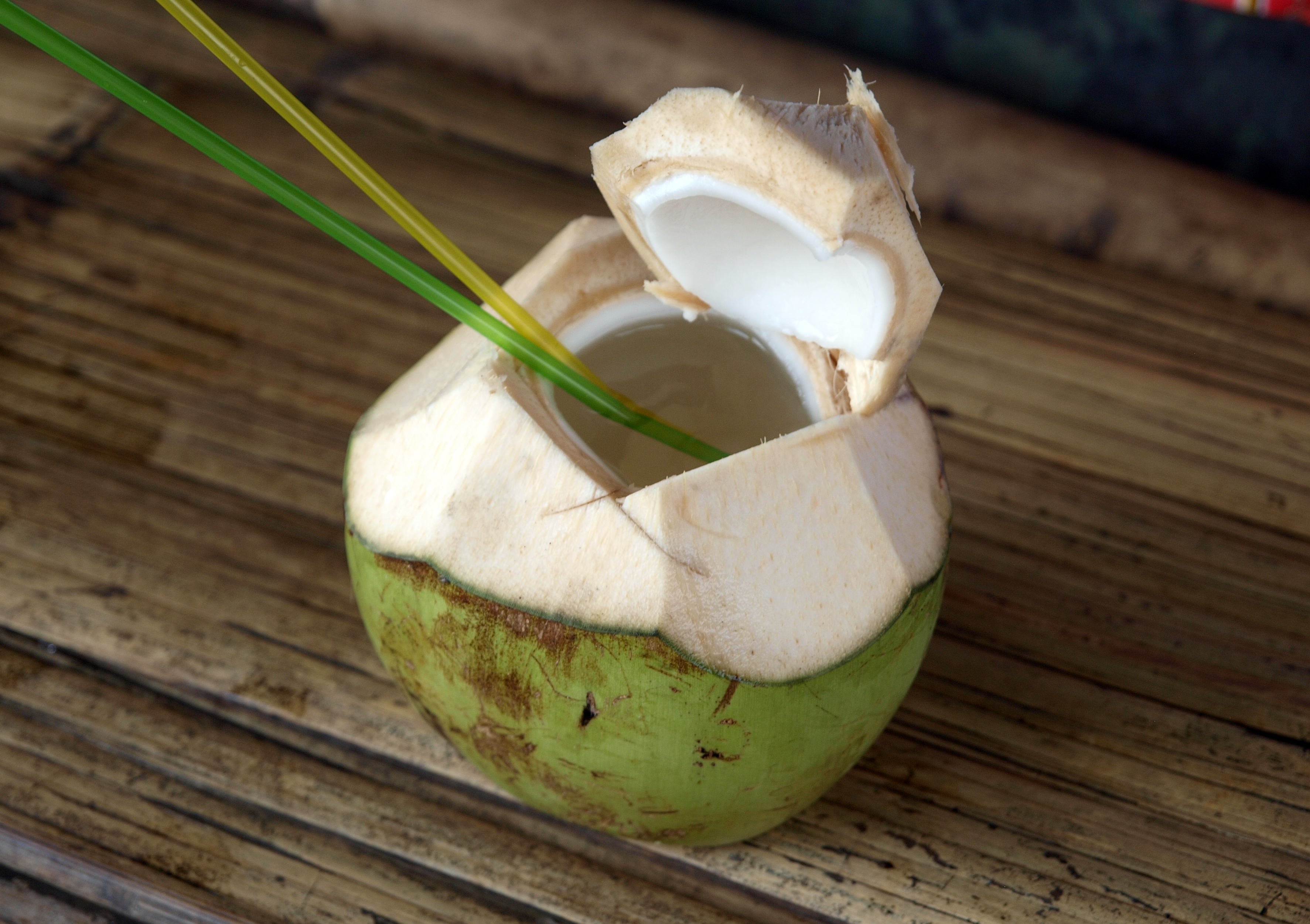
L'eau de coco (ou jus de la noix), à ne pas confondre avec le lait de coco.

Le produit est parfois confondu avec le jus présent dans le fruit, qui s'appelle jus de coco, ou eau de coco.